# Royal Ordnance L30
Le L30 est un canon antichar britannique d'un calibre de 120 mm et d'une longueur de 55 calibres. Conçu par Royal Ordnance, il était initialement destiné à remplacer les L11 des chars Challenger 1. Ce remplacement n'eut jamais lieu, car le Challenger 1 a été retiré du service dans la British Army, mais le L30 a été installé sur son successeur, le Challenger 2. Sa production a commencé en 1989.

## Caractéristiques

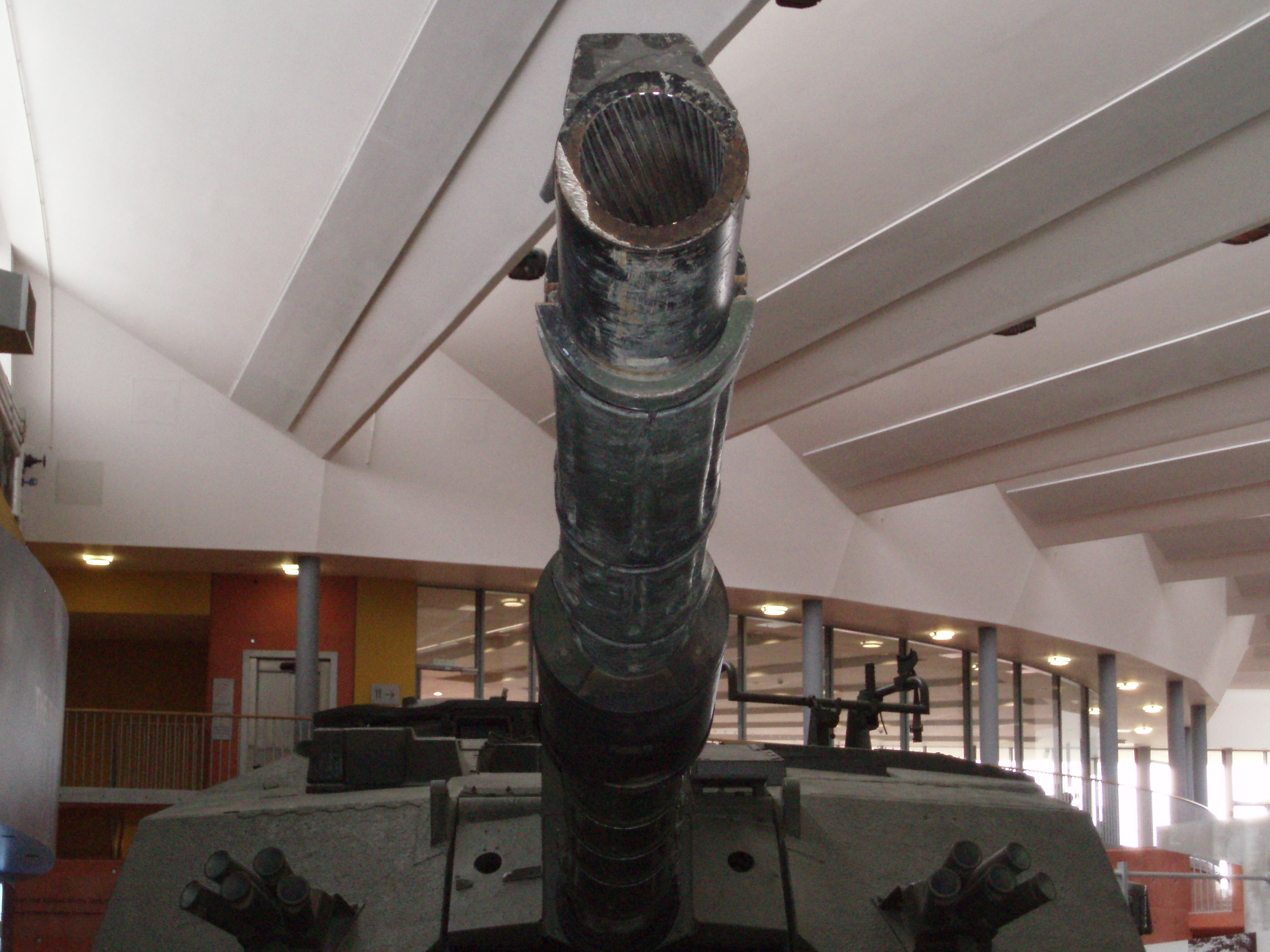
Tube d'un L30 au Musée des blindés de Bovington.

La construction du canon est réalisée à partir d'un seul bloc et fait appel à des procédés comme la refusion des scories par électrolyse ou l'estampage.
Le tube et la chambre sont entièrement tapissés de chrome afin de lui donner une durée de vie de 1500 tirs d'obus à haute vélocité[réf. nécessaire].
La pression régnant dans la chambre lors du tir d'un obus perforant peut atteindre 40 tonnes. Le L30A1 est chargé manuellement et utilise des munitions en 3 parties : le projectile, la charge propulsive et l'amorce. 
Le canon L30A1 du Challenger II n'est pas compatible avec les munitions de 120 mm aux normes de l'OTAN : son prédécesseur, sur lequel il est basé, le L11 équipant le Chieftain et le premier Challenger, est en effet de conception beaucoup plus ancienne que le canon Rheinmetall de 120 mm, devenu le canon standard des chars de 3e génération des forces de l'OTAN[réf. nécessaire].
Le L30A1 stabilisé électriquement est réputé pour être un canon précis et un des rares à encore pouvoir utiliser l'obus explosif à tête d'écrasement. Durant la guerre du Golfe, un Challenger 1 équipé du canon L11A5 (de la même famille du L30A1) a détruit avec un obus à sabot détachable un T-62 à l'arrêt à une distance de 5 110 m[réf. nécessaire].

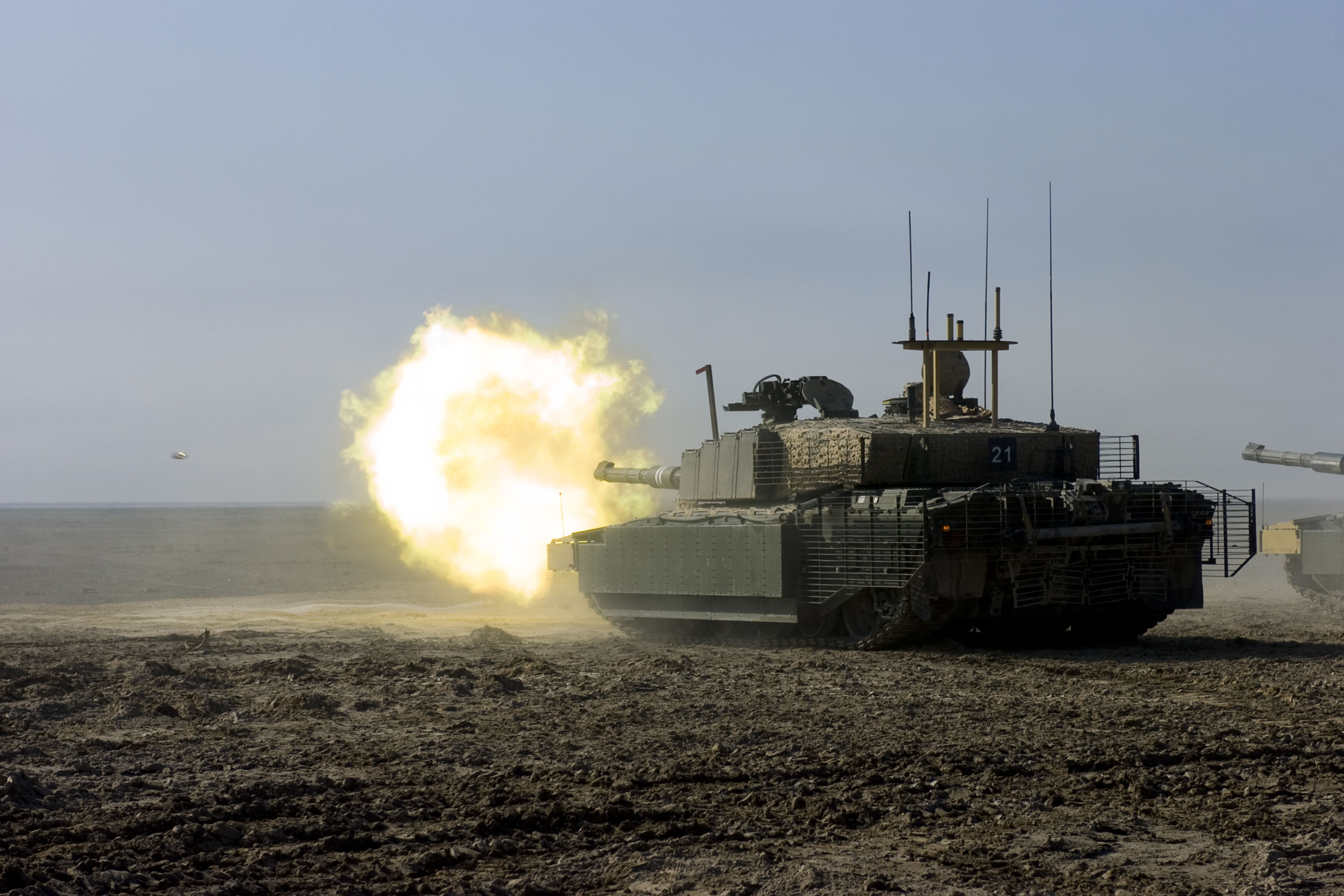
Tir d'un canon L30 en 2008.

Le L30A1 du Challenger 2 utilise l'obus flèche en uranium appauvri CHARM 3 capable de perforer 660 mm d'acier homogène à 2 km de distance ; l'obus explosif HESH à faible vitesse initiale, dont la portée maximale est de 8 km, est conçu pour un usage varié. Des boîtes à mitraille (aussi appelées canister) et des obus fumigènes au phosphore blanc sont utilisés pour les combats de faible intensité contre les fantassins[réf. nécessaire].

## Gamme des munitions utilisée par le L30
- L23A1 APFSDS : cet ancien obus-flèche entré en dotation en 1983 est employé par les Challenger 2 de l'armée royale d'Oman et a été employé par la British Army jusqu'en 2006. La flèche du L23A1 contient un barreau en alliage de tungstène et de cupronickel d'une masse de 3,69 kg. Il est capable de percer la cible OTAN simple char lourd à une distance de 6 350 m lorsqu'il est employé avec la charge de poudre L8A1, lui donnant une vitesse initiale de 1 534 m/s. L'armée royale d'Oman utilise la charge L14A1 adaptée aux environnements chauds et la L18A1 depuis 2015, cette dernière, conçue à l'origine pour la munition d'entraînement L29A1 DS-T, lui procure une vitesse initiale inférieure.
- L27A1 CHARM 3 APFSDS : cet obus-flèche en alliage d'uranium appauvri est entré en service dans la British Army en 1999 et sa production en grande série s'est achevée en 2001. Sa flèche contient un barreau en alliage d'uranium appauvri d'une masse 5,2 kg et sa pointe est spécialement conçue pour traverser les blindages réactifs explosifs lourds[1]. Il est tiré avec les charges L16A1 et L17A1, cette dernière est optimisée pour les climats chauds et arides.
- L28A1 APFSDS : cet obus-flèche est essentiellement un L27A1 à l'exception de son barreau fait en ferro-alliage de tungstène-nickel. Une petite quantité fut produite pour la British Army[2] où il fut utilisé comme munition d'entraînement (simulant l'obus-flèche L27A1) de 2001 à 2003 sur le polygone de tir du BATUS.

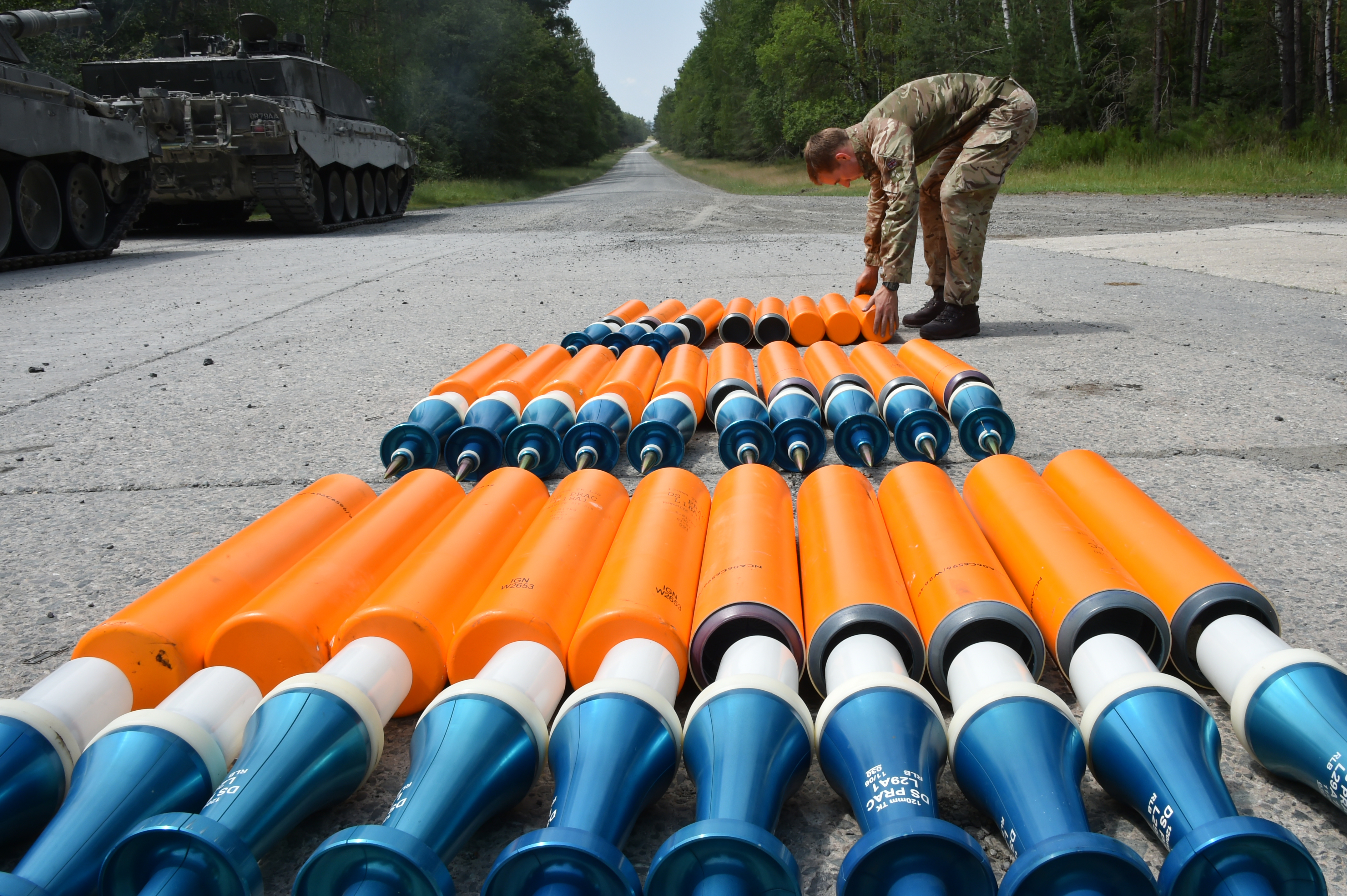
Des obus-flèches d'entraînement L29A1 DS-T et leurs charges L18A1 employés par les Challenger 2 à Grafenwöhr, lors de la compétition interarmées Strong Europe Tank Challenge, en 2018.

- L29A1 DS-T : également appelé C3TR (CHARM 3 Training Round), cet obus-flèche d'entraînement en acier est entré en service en 2003, son empennage conique percé d'évents limite sa portée. Il est employé avec la charge L18A1.
- L31A7 HESH-T : un obus explosif à tête d'écrasement, il contient une charge explosive de 4,08 kg de RDX. Sa vitesse initiale avec sa charge L3 est de 670 m/s.
- L34A2 SMK-WP : cet obus fumigène contient 4,1 kg de phosphore blanc. Lors de l'impact, il crée un nuage opaque de fumée blanche pendant une durée d'au moins trente secondes. Sa vitesse initiale avec sa charge L3A2 est de 670 m/s.
- L32A6 SH/Prac : cet obus d'entraînement est utilisé pour simuler des tirs d'obus HESH et fumigène dont il possède la même balistique. Il contient un mélange de 4,3 kg de sulfate de calcium et d'huile de ricin ainsi qu'une capsule renfermant une solution éclairante pour indiquer l'endroit de l'impact. Sa vitesse initiale avec sa charge L3A2 est de 670 m/s.